# Ximena Abarca
Ximena Abarca Tapia (ur. w 1981) – chilijska piosenkarka.

## Dyskografia

### Solo
- 2003: Punto de partida
- 2005: Provocación

### Z Ruch
- 2008: Ruch